# Roodstelig netwatje
Het roodstelig netwatje (Arcyria ferruginea) is een slijmzwam uit de familie Trichiidae. Het leeft saprotroof op hout van naaldbomen- en struiken.

## Kenmerken
De sporangia staan in groepjes. Het capillitium laat makkelijk los van de kom. Het is bezet met halve en hele ringen, stekels en vormt vaak een
netwerkje van lijntjes. De sporen zijn bekleed met kleine wratjes die ook in groepjes staan.

## Verspreiding
Het roodstelig netwatje komt voor in Noord-Amerika, Europa, Azië en Australië. Er zijn ook enkele waarnemingen bekend uit Afrika. In Nederland komt het matig algemeen voor.

## Foto's

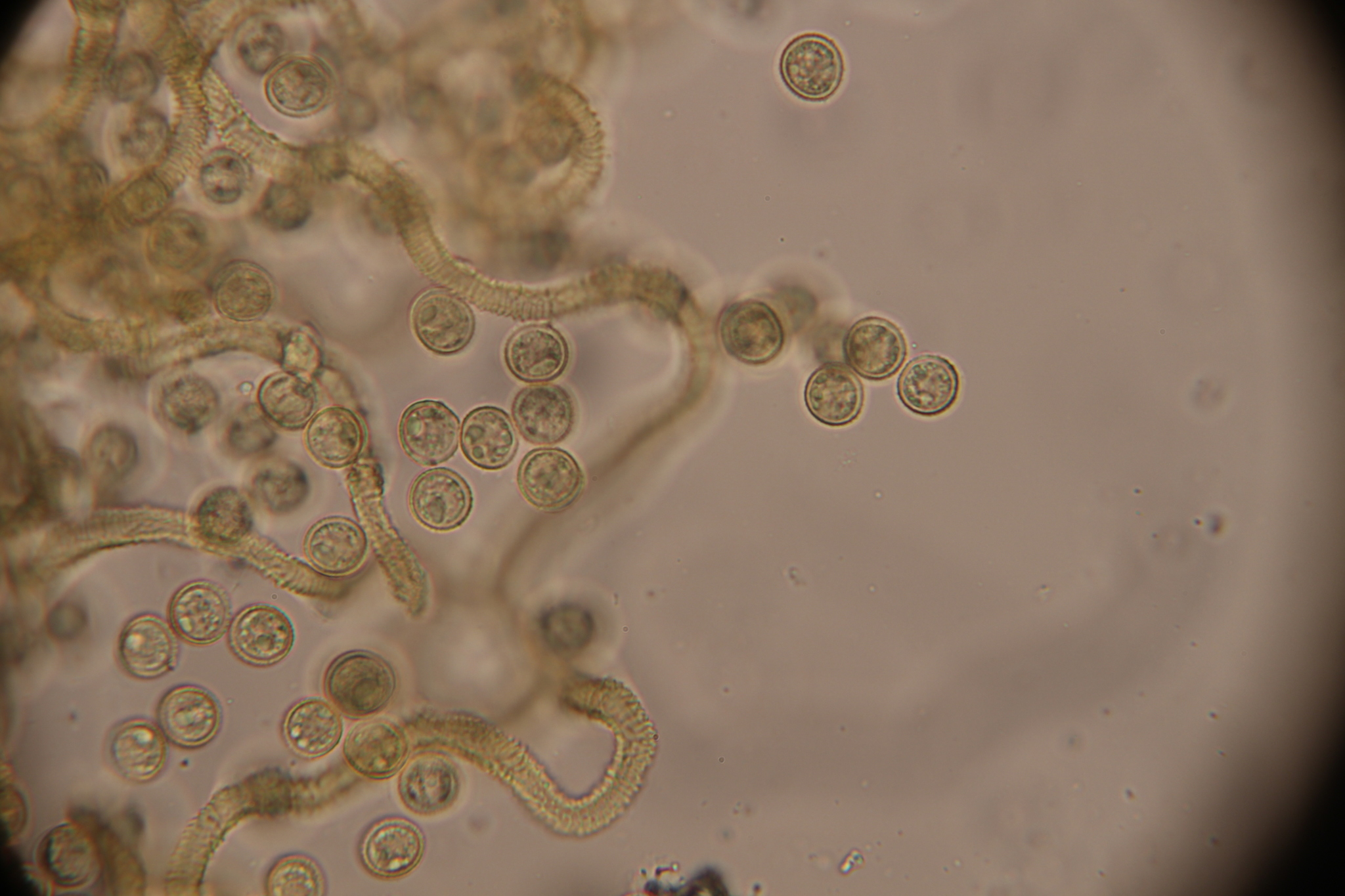
Sporen en capillitium